# 전보

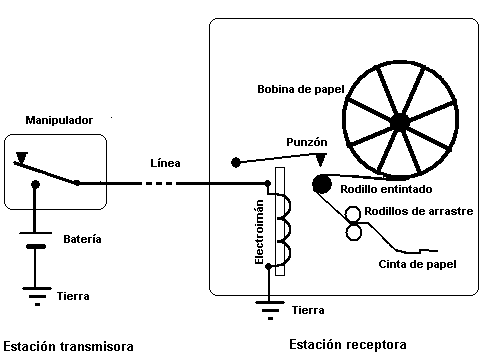
전보

전보(電報, 영어: telegraphy)는  전신을 이용한 문서의 배달 서비스이다. 일반 우편을 통한 편지보다 더 빠르게 전달할 수 있다.
전달 방식으로는 모스 부호를 통해 전보국의 해독에 따른 중계 방식이 있다. 또, 인쇄 전신기와 교환기를 통해 전보국 사이의 자동 중계를 거쳐 ISDN 패킷 통신을 통한 직접 전송, 인쇄가 쓰이게 되어 인원의 효율성이 증대되었다.
전보 요금은 공백, 구두점 등을 포함한 문자 수에 따라 과금된다. 남아 있던 전신 통신의 기능은 20세기 말에 이르러 대부분 인터넷 기반 대체 수단에 의해 대체되었다.
통신 기술의 급격한 발달로 인하여 전보 서비스는 점차 그 역할을 상실하게 되었다. 스마트폰과 모바일 인터넷의 보급으로 인하여 문자메시지, 이메일 등 즉시성 있고 편리한 통신 수단이 등장하였다.
전보 서비스는 국가별로 점진적으로 폐지되고 있는 실정이다. 미국에서는 이미 2006년에 전보 서비스가 종료되었으며, 독일은 2023년 1월, 대한민국은 2023년 12월에 전보 서비스를 공식적으로 폐지하였다. 앞으로 2030년대에는 중화인민공화국, 러시아, 유럽 각국에서도 전보 서비스가 사라질 것으로 전망된다.
아울러, 전 세계적인 2040년대에서 2050년대 사이에 전보 서비스가 완전히 사라질 것으로 전망된다.

## 같이 보기
- 전신
- 브로드밴드
- 전신 부호
- 웨스턴 유니언
- 발전